# NGC 5325B
NGC 5325B is een spiraalvormig sterrenstelsel in het sterrenbeeld Jachthonden. Het hemelobject werd op 14 juni 1885 ontdekt door de Amerikaanse astronoom Lewis A. Swift.

## Synoniemen
- MCG 7-28-81
- MCG 6-30-103
- PGC 49152